# Lepisanthes
Lepisanthes, rod od dvadesetak vrsta drveća i grmova iz porodice sapindovki. Raširen je po tropskoj Aziji, Africi, Madagaskaru i Australiji. Tipična je vrsta Lepisanthes montana Blume (L. tetraphylla). 

## Vrste
1. Lepisanthes alata
2. Lepisanthes amoena
3. Lepisanthes amplifolia
4. Lepisanthes andamanica
5. Lepisanthes banaensis
6. Lepisanthes bengalan
7. Lepisanthes cauliflora
8. Lepisanthes chrysotricha
9. Lepisanthes dictyophylla
10. Lepisanthes divaricata
11. Lepisanthes erecta
12. Lepisanthes falcata
13. Lepisanthes ferruginea
14. Lepisanthes fruticosa
15. Lepisanthes hainanensis
16. Lepisanthes kinabaluensis
17. Lepisanthes membranifolia
18. Lepisanthes mixta
19. Lepisanthes multijuga
20. Lepisanthes oligophylla
21. Lepisanthes perrieri
22. Lepisanthes ramiflora
23. Lepisanthes rubiginosa
24. Lepisanthes sambiranensis
25. Lepisanthes senegalensis
26. Lepisanthes simplicifolia
27. Lepisanthes tetraphylla
28. Lepisanthes unilocularis